# Рябов, Александр Иванович (политик)
Алекса́ндр Ива́нович Ря́бов (15 октября 1936 — 24 июня 2019) — глава администрации Тамбовской области с 1995 по 1999 год.

## Биография
Родился 15 октября 1936 года в Донецкой области.

### Образование и трудовая деятельность
Окончил Мичуринский плодоовощной институт, ВПШ при ЦК КПСС, кандидат философских наук.

### Политическая деятельность
С 1977 по 1982 год — первый секретарь Уваровского горкома КПСС Тамбовской области. С 1982 по 1985 год — секретарь Тамбовского обкома КПСС.
В 1985 и в 1990 годах избирался депутатом, председателем исполкома Тамбовского областного Совета.
С 1990 по 1993 год — народный депутат РФ, член фракции «Коммунисты России».
После августовских событий 1991 года указом Президента РФ отстранён от должности председателя исполкома по обвинению в поддержке ГКЧП, но сразу же был избран депутатами председателем областного Совета.
В декабре 1993 года был избран депутатом Совета Федерации РФ первого созыва, являлся членом Комитета по вопросам безопасности и обороны. В марте 1994 года был избран депутатом, в апреле — председателем Тамбовской областной Думы.
В декабре 1995 года избран главой администрации Тамбовской области. С 1996 года по декабрь 1999 года по должности входил в Совет Федерации РФ, вновь возглавлял Комитет по вопросам безопасности и обороны, являлся членом Парламентской Ассамблеи Совета Европы, членом Межпарламенской Ассамблеи стран СНГ.
19 декабря 1999 года занял второе место в первом туре очередных губернаторских выборов в Тамбовской области и уступил победу во втором туре 26 декабря бывшему губернатору Олегу Бетину.
Умер 25 июня 2019 года в Тамбове. Похоронен на Воздвиженском кладбище Тамбова.

### Семья
Вдовец, имел двух детей.

## Награды
- Орден «Знак Почёта»
- Орден Дружбы народов
- Медаль «За доблестный труд»
- Почётная грамота Правительства Российской Федерации (15 октября 1996) — за большой личный вклад в социально-экономической развитие Тамбовской области, укрепление обороны страны и государственной безопасности